# しほの涼
しほの 涼（しほの りょう、1991年9月7日 - ）は、日本の元グラビアアイドル、元女優。神奈川県出身。

## 来歴
2003年にデビュー。当時中学生ながらグラビアでヤング、ジュニアアイドル誌の表紙を多く飾った。
女優としてもテレビドラマや劇場公開作品の出演をこなし、オリジナルビデオなども数多く出演している。
2006年12月12日から2008年4月29日まで活動した芸能人女子フットサルチーム「TEAM SPAZIO」のメンバーだったが戦歴は無い。歌手活動では、ソロの「しほの涼」の他、『Signaly's』では冬木玲菜、『くりいむレモン』では亜美、『LEMON ANGEL PROJECT』では皆口智といったように、それぞれの役名の名義でCDを出している。
小学校4年生の時に不登校になり中高一貫の学校を中退後2010年3月に第一高等学院を卒業。4月に関東学院大学に入学。当初は進学するかどうか迷いがあったが、家族の勧めもあり進学を決めたとのこと。中学・高校に通えないこともあった為、大学入学後は学生生活を優先しており、芸能活動を縮小していた。
2013年9月から12月の間、芸能活動を一時的に休業し、カナダへ留学。
2014年3月に大学を卒業。
2017年6月2日に芸能活動からの引退を発表、7月22日開催のイベントをもって芸能活動を終了。
2018年10月7日に一般男性との結婚を発表。
2019年7月9日に第一子女児を出産。

## 逸話
- 唯一の兄弟である12歳離れた弟を非常に可愛がっており、ブログに写真を載せることも多い。弟はかつてレーシングドライバーとして活動しており、2012年MAX Cadetシリーズチャンピオン、Junior MVPを獲得したこともある。
- 特技はクラシックバレエ。
- 現在は事務所の営業部スタッフである同じ事務所の赤松恵と同居しており、仲が良い。DVD・写真集の発売イベント等では、毎回赤松がMCの相方を務めている。
- デビュー直後から1年間ほどは撮影会を開催しても人が集まらず、他のモデルのレフ板持ちなどを担当することもあった。撮影会でレフ板を持っていた時、撮影会の参加者の1人が「君の写真を撮りたい」と言って1日中撮ってくれたので、それがとても嬉しかったとのこと。その時の撮影会の参加者とは、2012年10月21日に行われた撮影会で久々に再会した[10]。
- 「自分の中で一番誇れる所は?」という質問には「脚の長さ! ジーパン切ったこと無いんです」と答えている[どこ?]。
- 部屋が漫画で埋め尽くされているほどの漫画ファンであり、中でも少年ジャンプ系漫画の大ファン。但し、単行本化されてから購入するためジャンプ本誌は購読していないとブログで語っていたが2011年頃から週刊少年ジャンプを読む姿をブログに掲載している。
- 共演した経験がある彩月貴央や、竹中有希、仲村みうなどと仲が良くブログで紹介する事が多い。
- 声優デビューしたアニメ『LEMON ANGEL PROJECT』で共演し、その後インターネットラジオ『RADIO LEMON ANGEL PROJECT 〜い・け・な・い☆レッスン〜』でパーソナリティーをつとめた清水香里には「しほ〜ん」と呼ばれている。
- 時空警察ヴェッカーシグナで共演した、和田三四郎とお互いダーリン、ハニィと呼んでいる。
- 2007年12月に「12月3 - 5日の消印があるお手紙をいただいた方全員に、涼より御手紙をお返しします!!」という「クリスマスの月になっちゃったスペシャル企画」を行った[11]。「田島（マネージャー）が書く。しほの涼の裏話」という紙を四種類用意し、手紙の返事にどれか1種類をランダムに封入。4種類みたい人は、手紙をもらった人を探しあてて見せてもらってください！と語っている[12]。
- ブログで、基本的に昆虫や爬虫類含め動物好きであることを公言。但し、ハチとカエルは苦手とのこと。
- 所属事務所だったタスクオフィス主催で、しほの涼の妹分発掘を企図した「しほの涼・妹オーディション」が行われ、安西かな、杉村ミレイがグランプリを受賞。

## 出演

### 映画
- 渋谷怪談 THE リアル都市伝説 第4話：主演【監督：福谷修】（2006年1月 渋谷シネ・ラ・セット）
- こわい童謡 表の章 【監督：福谷修】（2007年7月 テアトル新宿）
- クレーマー case1【監督：金子大志】（2008年4月 キネカ大森）
- はかりごと：主演 【監督：宮川祥恵】（2008年7月 渋谷UPLINK FACTORY）
- 誰も死なない【監督：Mr.初監督作品】村上隆プロデュース作品（2008年12月 下北沢トリウッド 秋葉原UDXシアター）
- 時空警察ハイペリオン準主演【監督：畑澤和也】（2009年5月）
- 煙をめぐる冒険【監督：秋本健樹】（2010年公開）
- リアル隠れんぼ3【監督：岩澤宏樹】（2010年公開）

### 舞台
- 寺山修司〜過激なる疾走〜（紀伊国屋ホール、2007年8月）
- 金色夜叉の逆襲（池袋あうるすぽっと、2008年3月）
- コントンクラブimage2（新宿シアターサンモール　2010年4月）
- 時空警察ヴェッカーサイト（渋谷区立文化総合センター大和田　2011年2月）
- アリスインプロジェクト「ライン♪」（2011年8月7日、銀座博品館劇場） - 片岡観音子 役（日替わりゲスト）
- テネシーワルツ（2012年2月28日 - 3月4日、中目黒キンケロ・シアター）

### テレビドラマ
- セクシーボイスアンドロボ（2007年6月19日（最終話）、日本テレビ系） - 女子校生
- 時空警察ヴェッカーシグナ（2007年7月6日 - 、TOKYO MX） - 冬木玲菜 / シグナレナリー
- ケータイ少女（2007年10月5日 - ） - 後刀美弥
- 大切なことはすべて君が教えてくれた（フジテレビ系　2011年1月 - ） - 陽子

### ラジオ
- しほの涼のオールナイトニッポンR（ニッポン放送、2006年10月7日）
- しほの涼のレモンな14（ラジオ大阪、2006年1月 - 10月2日）

### 声優
- LEMON ANGEL PROJECT（主役＝皆口智 役）
- くりいむレモン New Generation（主役＝亜美 役）
- 自転車泥棒（準主演＝ブルーノ）
- THE SISTERS（つくばテレビ）メイン司会
- ぷるぷるアンタッチャブル（ABC）マンスリーゲスト
- ブルブルアンタッチャブル（ABC）マンスリーゲスト
- 電撃TV!アメリカザリガニ（TBS）ゲスト

### オリジナルビデオ
- 実録怪談 死念（主演＝二ノ宮冴）［2005年9月 日本メディアサプライ］
- レモンエンジェル 実写版（主演＝エリカ）［2006年2月　フルメディア/フロンティアワークス］
- メイドな涼chan（2006年1月、レイフル）主演
- ポリスな涼chan（2006年3月、レイフル）主演
- ナースな涼chan（2006年5月、レイフル）主演
- ビットバレット（2008年12月 − 2009年2月 、ぶんか社）
- ゴースト・リベンジャーJK（2010年10月6日、前島誠二郎監督、アルバトロス）主役 木ノ下順子 役
- クネクネ（2010年10月29日、吉川久岳監督、アムモ98）主役 千里 役
- アイドル爆弾（2011年4月6日、アルバトロス）

### テレビCM
- WeKey TOYAMA（ウィッキィとやま）（2008年4月 - 6月）

## 作品

### 共演作品
- 同級生（2006年9月、心交社）ISBN 4778103025 ※共演：倉田みな
- 美少女水着図鑑〈マイウェイムック〉（2007年8月、マイウェイ出版）ISBN 978-4861353581
  - 美少女水着図鑑 part2（2008年10月、マイウェイ出版）
- Tokyo Slits（2009年2月、Power Shovel）

### 写真集
- 1st りょうおもい（2005年2月、心交社） ISBN 4778100948
- 2nd かたおもい（2005年7月、心交社） ISBN 4778101324
- 3rd 東京涼景（2005年12月、心交社） ISBN 4778101871
- 4th Ryo14~瞬間涼感〈マイウェイムック〉（2006年3月、マイウェイ出版、撮影：安藤青太） ISBN 4861352223
- 5th レコード（2006年6月30日、コアマガジン、撮影：会田定広） ISBN 4877349162
- 6th 15's way to grow up（2007年1月、心交社） ISBN 9784778103453
- 7th Ryo Season~卒業~〈マイウェイムック〉（2007年3月、マイウェイ出版、撮影：安藤青太） ISBN 978-4861353178
- 8th 春咲く涼華〈マイウェイムック〉（2008年4月、マイウェイ出版、撮影：会田定広）
- 9th 少女箱〈マイウェイムック〉（2009年1月、マイウェイ出版、編纂：Moecco編集部） ISBN 978-4861355325
- 10th Adul Teen〈sabra DVD mook〉（2009年10月、小学館、撮影：矢西誠二） ISBN 978-4091030795
- 11th Love is（2014年3月、小学館、撮影：アンディチャオ） ISBN 978-4096820896
- 12th ラ・ラ・ラスト（2017年6月、小学館、撮影:佐藤祐一）

### DVD
タイトル太字はBD版のあるもの
- しほの涼12歳（MILKYPOP DVD）（デビュー作）
- FANTASTIC ARIVAL VOL.3（LOVE GIRL'S MIX & MILKYPOP）
- Snappy!（心交社 2005年2月）
- 涼風〜suzukaze（心交社、2005年7月）
- 横浜涼景（心交社 2005年12月）
- innosent smile（アイマックス、2006年4月）
- ウクレレ（スクウェア・エニックス 2006年7月）
- 思春旅行（心交社 2006年9月）【倉田みなとの共演作品】
- 紙ヒコーキ（Task visual 2006年11月）
- Early Spring　―涼春―（心交社 2007年1月）
- -しほの涼-スク水カタログ （Task visual 2007年3月）
- 花の高1トリオ〜桜・桜・桜〜（Task visual 2007年4月）【倉田みな、望月あかりとの共演作品】
- リアル〜non BGM〜（Task visual 2007年8月）
- あま〜い生活（Task visual 2008年1月）
- WHITE（Task visual、2008年4月）
- 部活な涼ちゃん（Task visual、2008年11月）
- 夢で逢えたら（Task visual、2009年3月）
- 水の中（Task visual、2009年7月）
- 風のキセキ（Task visual、2009年12月）
- 高校卒業記念作品 / 旅立ち（Task visual、2010年3月）
- ヒヤシンス（Task visual、2010年8月）
- フィギュア Baby!（Task visual、2011年1月）
- キミがいるだけで（Task visual、2012年1月）
- スクール水着Annual （Task visual、2012年4月）
- kiss me … （タスクビジュアル、2012年12月）
- Precious （タスクビジュアル、2013年8月）
- Aphrodite （タスクビジュアル、2014年12月）
- Spica （タスクビジュアル、2015年6月）

### CD
- Andel addict (avex) TVアニメ『LEMON ANGEL POJECT』主題歌
- ワタシヲサガシテ (avex) 『LAP皆口智 キャラクターソング』
- LAP　SOUND ADDICT (avex) 『LAP サウンドトラック』
- NEVER GIVE UP (avex) 『劇中歌シングル』
- EVOLUTION (avex) 『劇中歌シングル』
- Lemon Angel Addict (avex) 『ソングコレクションAlbum』
- be SMILE(avex) - TVアニメ『CR NEW GENERATION』エンディング主題歌
- Sweet Sunday『スカパー371ch』エンディング
- MY PRECIOUS FRIENDS (Index music) 「時空警察ヴェッカーシグナ」エンディング主題歌
- 空 (Index music)「時空警察ヴェッカーシグナ」挿入歌
- natural （Chambers Records） 1stアルバム（2008/07/20）

### グッズ
- ソロトレーディングカード（2005年9月 A&S）
- ソロカレンダー　2006年版（2005年11月 FTP）
- 等身大両面刷りポスター（2006年7月 トライエックス）
- 等身大クッション（2006年8月 トライエックス）
- ソロカレンダー 2007年版（2006年10月 トライエックス）
- ミクロマン・ヴェッカーシグナシリーズ（2007年8月 タカラトミー）
- ヴェッカーシグナ トレーディングカード（2007年9月 ムービック）